# Hyophorbe verschaffeltii
Hyophorbe verschaffeltii H.Wendl. è una palma endemica dell'isola di Rodrigues (Mauritius).

## Conservazione
La IUCN Red List classifica Hyophorbe verschaffeltii come specie in pericolo critico di estinzione (Critically Endangered).